# Apologia del fascismo
La ricostituzione del partito Fascista nell'ordinamento giuridico italiano, è un reato previsto dall'art. 4 della legge Scelba attuativa della XII disposizione transitoria e finale della Costituzione.

## Il contenuto della legge Scelba
La "riorganizzazione del disciolto partito fascista", già oggetto della XII disposizione transitoria e finale della Costituzione della Repubblica Italiana, avviene ai sensi dell'art. 1 della citata legge:
La legge n. 645/1952 sanziona chiunque «promuova od organizzi sotto qualsiasi forma, la costituzione di un'associazione, di un movimento o di un gruppo avente le caratteristiche e perseguente le finalità di riorganizzazione del disciolto partito fascista,  e chiunque faccia propaganda finalizzata alla fondazione di un gruppo o movimento che pubblicamente esalti esponenti, princìpi, fatti o metodi del fascismo, oppure le sue finalità antidemocratiche.».
È vietata perciò la ricostituzione del PNF. L'apologia finalizzata alla promozione della ricostituzione del PNF o di un movimento ad esso ispirato, mediante l'incitamento a metodi violenti e antidemocratici, è punita con un arresto che va dai 18 mesi ai 4 anni.
La norma prevede sanzioni detentive per i colpevoli del reato di apologia, più severe se il fatto riguarda idee o metodi razzisti o se è commesso con il mezzo della stampa. La pena detentiva è accompagnata dalla pena accessoria dell'interdizione dai pubblici uffici.

## La questione di legittimità costituzionale
Verso la legge n. 645/1952 sono state a più riprese sollevate questioni di legittimità costituzionale, poiché si è sostenuto che la norma di fatto negherebbe a una categoria ideologica, o meglio ai possibili sostenitori di una fazione politica, i diritti dichiaratamente garantiti dalla Costituzione in termini di libertà associativa e di libertà di manifestazione del pensiero. La questione fu oggetto di animatissime polemiche politiche quando sempre più esponenti del Movimento Sociale Italiano di Arturo Michelini venivano politicamente e giudiziariamente accusati di questo reato.
Fu perciò nel 1956, in occasione di quasi simultanei procedimenti per apologia del fascismo (presso il Tribunale di Torino, la Corte d'appello di Roma e la Corte d'Appello di Perugia), che fu adita la Corte Costituzionale, la quale si espresse nella nota sentenza del 16 gennaio 1957.
La difesa dell'imputato di Torino aveva impugnato il citato art. 4 della legge per asserito contrasto con l'art. 21, primo comma della Costituzione, e il Tribunale di Torino vi aveva sua sponte aggiunto un rilievo di non manifesta infondatezza della «pretesa incostituzionalità dell'intera legge n. 645 del 1952 e non anche del solo art. 4». Vi si aggiunsero gli atti trasmessi dalle altre due corti.
La Corte costituzionale, presieduta da Enrico De Nicola (ex presidente della repubblica), accogliendo il rilievo dell'Avvocatura dello Stato, riassunse che l'eccezione era stata proposta sia per l'intera legge, sia per l'articolo 1 (ricostituzione), sia ancora per l'articolo 4 (apologia), ma nessuno degli imputati, intanto, era in giudizio per il reato di cui all'art. 1 e questa questione fu accantonata. Circa l'intera legge, della quale si richiedeva verifica alla luce dell'art. 138 Cost., onde stabilire cioè se essa costituisse revisione costituzionale (e avesse così infranto la procedura prescritta per le revisioni costituzionali), la Corte stabilì che la legge 645 non aveva rango di legge costituzionale e che quindi non comportava revisione, né contrasto con la norma dedotta, essendo invece mera applicazione della XII disposizione.
Circa l'art. 4, la Corte si soffermò invece a meglio definire la fattispecie delittuosa, segnalando che il reato si configura allorquando l'apologia non consista in una mera "difesa elogiativa", bensì in una «esaltazione tale da potere condurre alla riorganizzazione del partito fascista», cioè in una «istigazione indiretta a commettere un fatto rivolto alla detta riorganizzazione e a tal fine idoneo ed efficiente». Ritenne perciò la Corte di non ravvisare alcuna violazione delle disposizioni contenute nell'art. 21 della Costituzione, sebbene la motivazione vada dedotta dall'accento posto sul carattere di istigazione dell'apologia e di fatto, come in seguito fu criticamente osservato, si limitò a "glissare" sulla questione di fondo.
La sentenza fu poi citata da una successiva sentenza della stessa Consulta (6 dicembre 1958, n. 74), relativa stavolta all'art. 5 della legge n. 645/52 a proposito della definizione di "manifestazione fascista", che si occupò di esplicitare in motivazione la ratio della norma, politica e difensiva del giovane regime democratico repubblicano contro i possibili attentati alla sua integrità.

## Casi rilevanti

### Il movimento Fascismo e Libertà
Il Movimento Fascismo e Libertà è stato fondato nel 1991 dal senatore Giorgio Pisanò; ha affrontato alcune decine di processi per ricostituzione del partito fascista, ma la precisazione «del disciolto partito fascista» è stata sufficiente per ottenere in tutti i casi l'archiviazione o l'assoluzione, con la motivazione che il fatto non sussiste. La motivazione di ciò è che, in sostanza, la legge vieta la ricostituzione di un partito, ispirato al disciolto partito fascista, che mira al ritorno di una dittatura fascista.

## La norma
- Legge 20 giugno 1952, n. 645, in materia di "Norme di attuazione della XII disposizione transitoria e finale (comma primo) della Costituzione"